# Nonia
Nonia is een geslacht van vlinders van de familie snuitmotten (Pyralidae), uit de onderfamilie Phycitinae.

## Soorten
- N. belizae Neunzig & Dow, 1993
- N. exiguella Ragonot, 1888